# Union centriste de Moldavie
L’Union centriste de Moldavie (en roumain, Uniunea Centristă din Moldova, UCM) est un parti politique de Moldavie, fondé le 17 mai 2000 par Ion Morei et qui s'affirme toujours centriste, bien que son leader actuel soit Vasile Tarlev, un éminent communiste.
Le programme de l'UCM a été adopté lors de son 2e congrès, le 8 juin 2002.